# Keba von Reichenau
Keba, auch Kebo, († 736) war Abt des Klosters Reichenau.
Keba wurde 734 der dritte Abt der Reichenau. Er war wohl ein Bruder von Heddo, der 734 Bischof von Straßburg wurde. Keba konnte das Kloster mit dem Wohlwollen und Geschenken von Karl Martell weiter ausbauen.
Keba starb nach zwei Jahren im Amt.